# Paulskapel
De Paulskapel of Mariakapel is een kapel in Ell in de Nederlandse gemeente Leudal. De kapel staat aan de Sebastiaanstraat in het noordoosten van het dorp.
Op ongeveer 460 meter naar het westen staat de Hoverkruus en op ongeveer 465 meter naar het zuidwesten staat de Kruiskapel.
De kapel is gewijd aan de heilige Maria.

## Gebouw
De eenvoudige bakstenen kapel is opgetrokken op een rechthoekig plattegrond en wordt gedekt door een zadeldak met pannen. De frontgevel bevat de rechthoekige toegang van de kapel die wordt afgesloten door twee blauw geschilderde houten deuren met elke een venster dat afgesloten wordt door witte smeedijzeren hekjes.